# 决策管理
決策管理，也被稱為企業決策管理，是指企業將决策理论引入到日常的管理工作中。企业在管理工作中，为了实现某一特定目标，往往需要决策，即企业根據內外部條件从两个以上的可行方案中选择一个最优的方案，然后付诸实施。